# مانتروفو
شهر مانتروفو (به روسی: Мантурово) در کشور روسیه و در اوبلاست کوستروما واقع شده‌است.